# Уланово (Красноярский край)
Уланово —  деревня в Бирилюсском районе Красноярского края России. Уланово образовано 1917 г. переселенцами. Изначально переселенческий участок Владыкин. Входит в состав Суриковского сельсовета. Находится на правом берегу реки Суразовка, примерно в 39 км к востоку-юго-востоку (ESE) от районного центра, села Новобирилюссы, на высоте 223 метров над уровнем моря.

## Население
| 2010 |
| ---- |
| 5    |

Гендерный состав
По данным Всероссийской переписи населения 2010 года 3 мужчины и 2 женщины из 5 чел.

## Улицы
Уличная сеть деревни состоит из одной улицы (ул. Улановская).